# 大島育宙
大島 育宙（おおしま やすおき、1992年12月17日 - ）は、日本のお笑い芸人、YouTuber、広告プランナー。お笑いコンビ・XXCLUBのボケ担当。芸人としてはタイタン所属、広告プランナーとしてはチョコレイト所属。

## 略歴
東京都出身、双子の弟として生まれる。筑波大学附属小学校、筑波大学附属中学校・高等学校、東京大学法学部卒業。
厳格な家庭だったため、大学入学までテレビ番組をあまり観せてもらえず、視聴できたのはクイズ番組や大河ドラマ、爆笑問題の教養番組などに限られた。中学時代、英会話の勉強のために買ってもらったラジカセでラジオを聴いていたところ、兄が聴いていた「伊集院光 深夜の馬鹿力」でお笑いに目覚め、「爆笑問題カーボーイ」などの芸人ラジオや、音声のみでテレビのバラエティ番組も聞くようになる。高校時代に親から「東大に入ったら何してもいい」と言われたことと、東大の肩書が芸人としても武器になると考え、東大受験を決意。一浪ののち合格した。
大学のお笑いサークルで知り合った大谷ふみたか（現・早乙女零）に誘われ、在学中の2015年にXXCLUBを結成、2017年よりタイタンに所属。
2019年3月より「コンテンツ全部見東大生」というチャンネルを開設し（のちに改名）、映画やテレビドラマの考察をメインとしたYouTuber活動を始める。
芸人になる前から個人的にオードリー・若林正恭に社会問題や歴史を教える家庭教師を担当していたことが「XXCLUBのオールナイトニッポン0（ZERO）（ニッポン放送、2021年7月10日）の放送前に、若林の口から明かされた。「オードリーのオールナイトニッポン」のトークや若林の著書にも「東大出身の家庭教師」として匿名で登場していた。
2021年にベンチャー系の広告代理店・株式会社チョコレイトに入社し、広告プランナーとの兼業芸人となった。

## エピソード
中高の同級生にGパンパンダの星野光樹と一平がおり、中学時代の文化祭では3人で漫才を披露した。
東大時代は早稲田大学お笑い工房LUDOや明治大学お笑いサークル木曜会Zといったお笑いサークルに掛け持ち所属。モシモシのまぐろと「ウィル酢味噌」というコンビで活動していた。
東大卒業後は東京大学大学院法学政治学研究科法曹養成専攻に進学し、芸人活動と並行して弁護士になるべく司法試験合格を目指していた。
双子の兄は歌人、短歌評論家、武蔵野大学講師の寺井龍哉（大島武宙）（NHK短歌2020年度選者）。寺井も東京大学に入学して国文学を研究しており、現代短歌評論賞を最年少受賞している。
祖父は元科学技術庁審議官、大叔父は体外受精の成功率を高め不妊治療に貢献した医学博士という家系。

## 出演

### テレビ
- クイズプレゼンバラエティー Qさま!!（テレビ朝日、2015年5月4日、2017年4月24日 - 不定期出演）
- ネプリーグ（フジテレビ、2017年2月7日）

- 雑学王（テレビ朝日） - 2017年4月3日・9月25日、2019年4月1日
- さんまの東大方程式（フジテレビ、2017年3月1日・9月27日、2018年3月30日）
- 勇者ああああ（テレビ東京、2018年5月31日）
- 潜在能力テスト（フジテレビ、2019年5月28日）
- パネルクイズ アタック25（テレビ朝日、2020年10月4日）
- 週刊フジテレビ批評 （フジテレビ）「ドラマ辛口放談」の回に毎クールレギュラー出演 -  2022年8月13日・8月20日・11月5日・11月12日、2023年2月4日・2月11日・5月13日・5月20日・8月5日・8月12日・11月4日・11月11日、2024年1月6日・2月3日・2月10日、2025年2月8日・2月22日・5月5日・5月10日)
- ポップハライチ（フジテレビ）- 2022年3月4日、3月8日)
- 週刊フジテレビ批評 （フジテレビ）2024年ドラマ大賞 - 2025年1月4日
- 5時に夢中！（TOKYO MX）ゲストコメンテーター  - 2022年11月18日、2023年1月27日・4月14日・9月1日
- バラいろダンディ（TOKYO MX）ゲストコメンテーター - 2023年11月3日・12月1日、2024年3月8日
- 冗談騎士（BSフジ） - 構成作家
- あたらしいテレビ（NHK総合） - 2025年1月2日
- ＃バズ英語〜SNSで世界をみよう〜  (Eテレ)  -リポーター（2020年4月3日 - 現在）
- NHK短歌 (NHK総合) - ゲスト出演 （2025年2月23日）
- サンデージャポン (TBSテレビ) - 2025年4月27日、5月11日、6月1日

### ラジオ
現在のレギュラー
・こねくと（TBSラジオ）毎週火曜16時台「空閑時評」コーナー（2024年10月1日 - 現在）石山蓮華.菅良太郎 欠席時代打パーソナリティパートナー（2025年5月27日.2024年5月13日）
- 無限まやかし - YouTubeチャンネル・ポッドキャスト番組（2022年8月30日 - 現在）
- 炎上喫煙所 - ポッドキャスト番組（2022年10月10日 - 現在）
- 夜ふかしの読み明かし - YouTubeチャンネル・ポッドキャスト番組（2023年3月22日 - 2025年3月）
- ペーパードライブ - TBSポッドキャスト （2025年4月 - 現在）
- 寝ずの映画番 - ポッドキャスト番組（2023年6月 - 現在）

過去のレギュラー
・西川あやの おいでよ!クリエイティ部（文化放送） - 水曜スタジオ部員（コメンテーター） （2022年4月6日 - 2023年3月22日）、火曜スタジオ部員（コメンテーター）（2023年3月28日 - 2024年3月27日）他各曜日の代打コメンテーターとして多数出演
・GRAND MARQUEE（J-WAVE）- 水曜出演（2024年4月3日 - ）
単発・ゲスト出演
- 黒田治 夕焼けHEADLINE(NACK5) - 代打パーソナリティー (2017年8月3日)
- 爆笑問題カーボーイ (TBSラジオ) - 2018年7月10日
- The BAY☆LINE(bayfm) - 2020年10月20日
- NHKラジオ第1『キクコトノミライ』- 2023年03月21日
- ニッポン放送「橋本直と鈴木真海子のCROSSPOD」ゲスト出演 ( 2023年4月10日、4月17日、10月15日、2024年3月24日)
- ニッポン放送「ナイツ ザ・ラジオショー」2023年9月13日
- 文化放送「くにまる食堂」代打パートナー- 2024年5月14日、2025年6月25日)
- NIGHT DIVER (TOKYO FM) - 2023年5月25日
- 金曜ボイスログ(TBSラジオ) - 2023年7月21日、8月11日「ぬいぐるみ特集」ゲスト出演
- こねくと（TBSラジオ）- 月曜月イチ出演（2024年4月15日 - 9月16日）、毎週火曜16時台「空閑時評」コーナーに出演（2024年10月1日 - 現在）、こねくとれんど (2025年4月29日)、代打パートナー(2024年5月13日 月曜パートナー・パンサー菅良太郎の代打)、代打パーソナリティー(2025年5月27日 パーソナリティー・石山蓮華の代打)
- GRAND MARQUEE（J-WAVE）- 水曜出演（2024年4月3日 - ）、ゲスト出演(2024年2月8日、6月26日、2025年1月9日)、代打パーソナリティー(2024年10月17日、12月8日、2025年6月19日)
- TSBラジオ感謝祭 ([TBSラジオ]) - 2024年12月25日
- TBSラジオ特番「空閑時評Z」 (TBSラジオ) - 2025年1月2日
- 文化系トークラジオ Life (TBSラジオ) - 2025年2月24日
- 蓮見翔のAuDee Connect (JFN) - 2024年12月11日
- GURU GURU! (J-WAVE) - ゲスト出演、(2024年11月6日)、福留光帆の代打ゲスト出演 (2025年2月26日)
- 土曜ワイドラジオTOKYO ナイツのちゃきちゃき大放送 (TBSラジオ) - 「常連さんにきいてみよう」コーナー (2024年7月27日、2025年3月27日、6月28日)、ゲストコーナー(2024年3月16日、12月7日)
- TOKYO FM「山崎怜奈の誰かに話したかったこと」 - 2025年6月2日
- 荻上チキ・Session (TBSラジオ) - ゲスト出演 (2025年7月16日)
- 井上貴博 土曜日の「あ」 (TBSラジオ) - ゲスト出演 (2025年7月16日)爆笑問題 太田光と共に
- 『JRN開票特別番組「参院選2025＜物価高・少子化・分極化＞～この選択は何を変えるのか？少数与党に下される審判は」』 (TBSラジオ) (2025年7月20日)

### 配信番組
- OH! CINEMA PARADISE - J-WAVE ポッドキャスト（2024年4月4日 - ）
- abema TV「ドラゴン堀江」(2018年11月6日-2019年3月10日)- 堀江貴文ら芸能人が東京大学を受験する番組。 文系講師を担当。
- JUNK20周年podcast「ハライチ岩井勇気×XXCLUB大島育宙×奥森皐月 JUNK２０周年記念鼎談」
- DOMMUNE 町山智浩の「映画百物語」第十巻 - ゲスト出演 (2025年2月20日)

### イベント
※2024以降のみ詳細に記載
- 大喜利ライブ「喜利ン児」(主催・不定期開催)
- ヒコロヒーとXXCLUB大島のラジオレギュラー獲得するまで続けるライブ(2018年6月9日から不定期開催)
- 怪談ライブ「分割百物語」(主催・2018年から不定期開催)
- みなみかわと大島育宙の炎上喫煙所(2024年9月12日、2025年6月12日)
- 松永天馬のLOFT歌会 (vol.5) - ゲスト出演 (2025年1月22日)
- 言葉尻とらえ祭 - 能町みね子とのトークイベント (2025年1月30日)
- セイジドウラク (TBSラジオ) トークイベント - ゲスト出演 (2025年2月8日)
- 清田隆之×大島育宙「正しさの一歩外で考える、「俺たち」と「恋愛」の現在地」 - 『戻れないけど、生きるのだ　男らしさのゆくえ』（太田出版）刊行記念イベント (2025年4月5日)
- TBSラジオ『こねくと』 presents 空閑時評α - 東京・四谷区民ホール (2025年4月28日)
- 前田裕太 (ティモンディ) 『自意識のラストダンス』刊行記念イベント - LOFT HEAVEN (2025年5月4日)
- 「正解のない滔々咄」(石井玄の著書発売記念イベントにティモンディ前田とゲスト出演・2025年6月7日)
- 西森路代×大島育宙「歌舞伎町ドラマ語りの夜」 - 新宿ロフトプラスワン(2025年7月1日)
- 鈴木凌 Greeting Party vol.1」 - 大手町三井ホール(2025年7月22日) MC

### ミュージックビデオ
- SLOTH「なんにもない」

### 審査員
- JAPAN PODCAST AWARD
- ザ・テレビジョン ドラマアカデミー賞(第121回の2024年夏ドラマ回から就任)

## 著作
ネット連載
- 「大島育宙のドラマ・サムネイルズ」（FASHIONSNAP）2023年12月31日 -
- 「大島育宙のドラマ脳内再放送」（QJ web）2024年6月30日 -
- 「大島育宙のドラマ時評」（あしたメディア）2024年8月22日 -

共著
- 『14歳からの映画ガイド』
- 文藝別冊「クリストファー・ノーラン　増補新版」

雑誌連載
- 「松本人志論」（週刊SPA!）2024年7月2日号 -連載中

帯コメント
- 『物語じゃないただの傷』大前 粟生 （河出書房新社、2025年3月）

グラビアシナリオ
- 山田かな - 週刊SPA! （扶桑社） 2025年5月6・13日GW特大合併号